# 娄底职业技术学院
娄底职业技术学院（英語：Loudi Vocational and Technical College）坐落在湖南省娄底市月塘街，是湖南省的一所公办高等专科大学。

## 历史
娄底职业技术学院始建于1979年。

## 学校文化
- 校训：学以致用、自强不息[2]

## 荣誉
国家骨干高等职业院校建设单位、教育部人才培养工作水平评估优秀学校、湖南省示范性高等职业院校、湖南省普通高校毕业生就业先进单位、湖南省文明高等学校、湖南省民族团结进步模范集体、ISO9001质量体系认证单位、湖南省教育科学研究基地、国家职业技能鉴定所、湖南省技术练兵基地 、湖南省职业院校专业教师认证培训基地、湖南省中小企业职工培训示范基地、湖南省特种作业人员培训基地、湖南省“雨露计划”培训基地、湖南省“阳光工程”培训基地、湖南省现代农业技术培训基地

## 学校院系
娄底职业技术学院设有9个院系：
- 汽车学院、机电工程系、电子信息工程系、建筑与艺术设计系、资源工程系、农林工程系、财经贸易系、外语系、公共事务管理系